# Ahmed Siudani
Ahmed Siudani – tunezyjski zapaśnik walczący w obu stylach. Srebrny medalista mistrzostw Afryki w 1971 i brązowy w 1969 roku.